# Sathya Sai Baba
Pour les articles homonymes, voir Baba.
Ne doit pas être confondu avec Shirdi Sai Baba.
Sathya Sai Baba était un maître spirituel indien célèbre et controversé, communément appelé Sai Baba.
De son vrai nom Sathyanarayana Raju (Sathya Narayana Raju), il est né le 23 novembre 1926 à Puttaparthi dans l'État de l'Andhra Pradesh en Inde et décédé le 24 avril 2011 dans la même ville. Il se présentait comme un avatar (incarnation divine), capable d'accomplir de nombreux miracles tels que matérialisations et dématérialisations d'objets divers, de vibhuti (cendre sacrée), phénomènes d'ubiquité, d'apparition et disparition, etc.

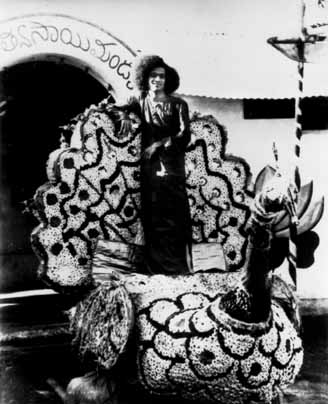
Sai Baba sur un char lors d'une parade (1946)

À l'âge de 14 ans, il déclare qu'il est la réincarnation de Shirdi Sai Baba. Sa popularité devient rapidement importante en Inde, puis dans le monde. Son organisation possédait, dans les années 1980, entre 1 200 et 10 000 centres dans 114 pays. Il aurait quelque 10 millions d'adeptes dans le monde. D'autres sources indiquent qu'ils pourraient être entre 30 et 100 millions.
Ses funérailles ont été célébrées dans toute l'Inde et les plus hauts dignitaires de l'État et du gouvernement ont assisté à son enterrement.
Sai Baba a été l'objet d'importantes controverses pour abus sexuels ou mettant en doute ses miracles, cela depuis les années 1980.

## Biographie

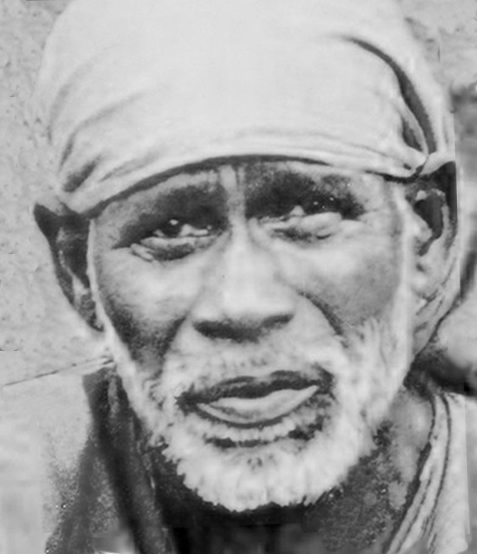
Shirdi Sai Baba dont Sathya Sai Baba prétendait être la réincarnation

Sathya Raju était le quatrième enfant de Eswaramma et Peddavenkama Raju Ratnakaram, deux pauvres agriculteurs. Sa langue maternelle est le télougou. Selon son biographe officiel le professeur N. Kasturi, les parents de Sai Baba le considérèrent très tôt comme un être spécial, capable d'accomplir des miracles. Le 23 mars 1940, il annonce qu'il est la réincarnation de Sai Baba de Shirdi, un saint très vénéré de l'État du Maharastra mort en 1918,.
Dès 1949, des adeptes lui construisent un ashram dans le petit village de Puttaparthi où il est né, ashram qui sera baptisé Prasanthi Nilayam (Demeure de paix suprême).
Rapidement, la renommée de Sai Baba s'étend et ses réunions publiques (Sai Samitis) rassemblent des dizaines, puis des centaines de milliers de dévots. Il fait apparaître dans ses mains de la « cendre sacrée », vibhuti qu'il distribue à ses visiteurs, matérialise des photos, des bagues et divers petits bijoux. Lors d’événements plus solennels, il régurgite des lingams sous forme d’œufs en or. Ces « miracles » feront sa réputation jusqu'en Occident.
Après avoir déclaré être la réincarnation de Sai Baba de Shirdi, il déclara en 1963 être une réincarnation de Shiva (disant que c'était aussi le cas de Shirdi Sai Baba), et en 1968, un Purnavatara, c'est-à-dire une incarnation du « dieu universel ».
En 1963, il annonça également qu'il se réincarnerait 8 ans après sa mort en une personne dont le nom serait Prema Sai dans la ville indienne de Mysore.
En juin 1968, il fait son premier voyage hors de l'Inde, en Ouganda pour y présenter son enseignement. Une fondation, la Sri Sathya Sai Central Trust, a été créée en 1972 pour gérer les actions caritatives. Bien que Sai Baba séjourne occasionnellement dans des résidences secondaires en fonction du climat, la plus grande partie de ses activités se déroule à son ashram de Puttaparthi depuis 60 ans.
Depuis 2005, il se déplaçait en fauteuil roulant à la suite de problèmes de santé. 
Sathya Sai Baba meurt d'un arrêt cardiaque le 24 avril 2011 à 7 h 40 à l'âge de 84 ans. Il était hospitalisé depuis le 23 mars 2011 pour des problèmes respiratoires.

## Doctrine et action caritative

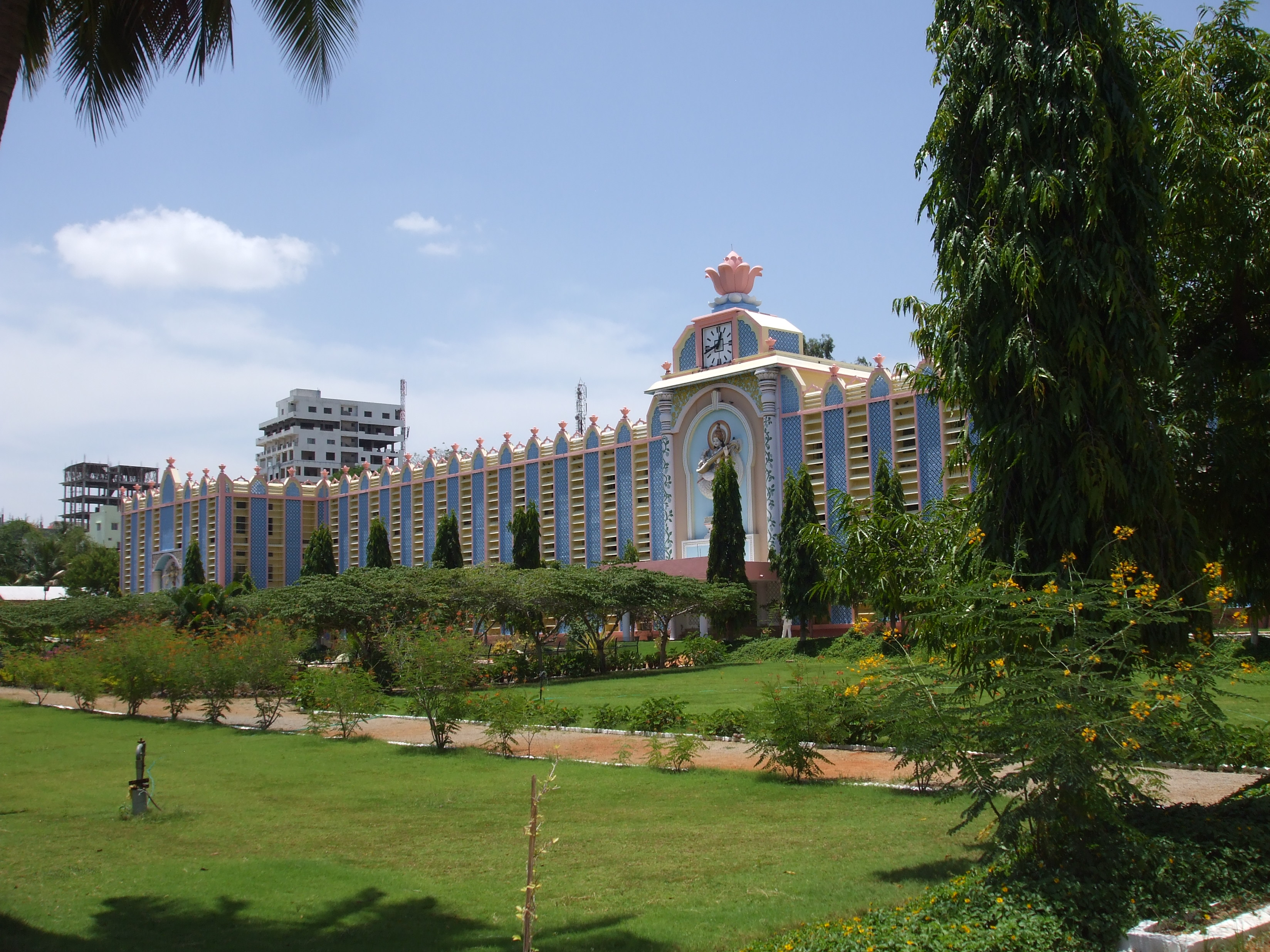
L'université Sathya Sai, à Puttaparthi

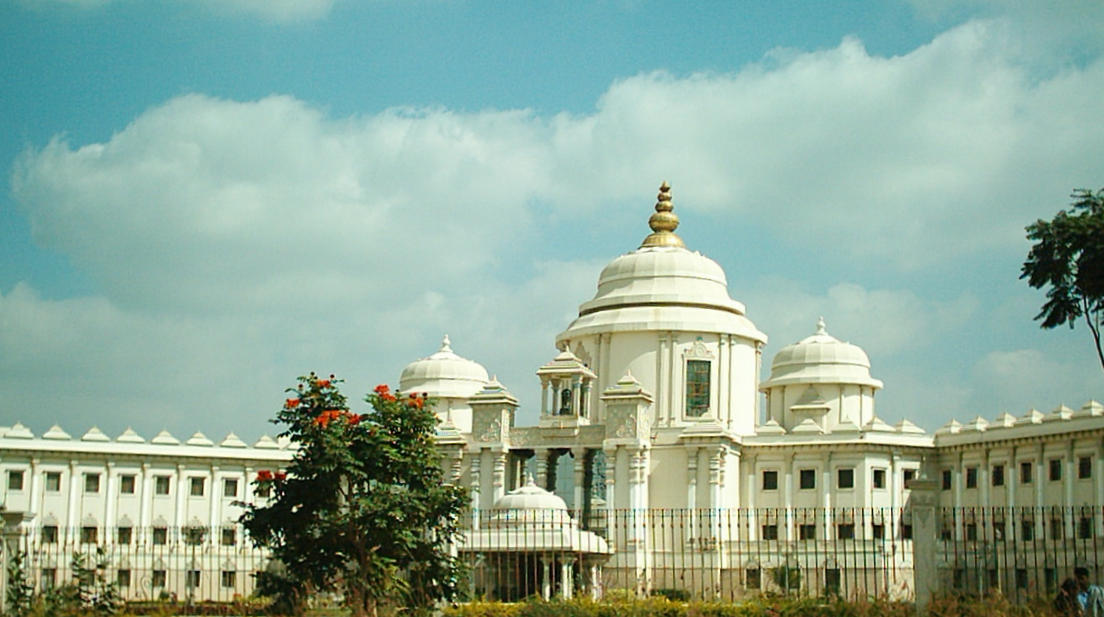
Sathya Sai Hospital à Bangalore

Selon ses dires son objectif est « d'établir le sanatana dharma selon lequel il n'y a qu'un seul Dieu pour toutes les religions. Personne n'est donc obligé de renoncer à la sienne ». L'essentiel de son activité consiste à offrir le darshan à ses disciples, par lequel ils auraient une vision directe de la divinité qu'il incarne. Son enseignement repose principalement sur cette dévotion et même s'il lui arrive de faire des discours inspirés des grands principes de l'hindouisme, il n'existe pas de textes établissant une doctrine particulière. Sai Baba s'exprime en Télougou, sa langue natale.
Sathya Sai Baba est à l'origine d'un réseau d'œuvres caritatives dans toute l'Inde dont :
- Un chantier visant à approvisionner en eau potable plus de 700 villages en Andhra Pradesh. Le Premier Ministre de l'Inde s'est déplacé pour son inauguration.
- La création de deux hôpitaux gratuits.
- L'établissement d'un complexe éducatif qui comprend des écoles, collèges et universités gratuits et homologués par le gouvernement indien. Les étudiants peuvent préparer des diplômes allant jusqu'au doctorat.
- Le projet Sathya Saï Ganga pour l'approvisionnement en eau potable des 5 millions d'habitants de la ville de Chennai (ex-Madras) et l’irrigation de 120 000 ha de terre dans les districts de Nellore et de Chittoor en Andhra Pradesh.

Isaac Tigrett, fondateur des Hard Rock Cafe, a été un des plus importants donateurs pour la réalisation de ces bâtiments.
La notoriété de Sathya Sai Baba est telle que de hautes personnalités politiques de l'Inde (présidents et Premiers ministres) se rendent régulièrement aux fêtes religieuses organisées par son ashram. C'est ainsi qu'il a reçu le 23 novembre 2006 la visite officielle de Dr. A.P.J. Abdul Kalam, président de l'Inde.
En novembre 2010, il reçut la visite de sa successeure, la présidente Pratibha Patil, ainsi que du Premier ministre, Sir Manmohan Singh.

## Controverses

### Les miracles
En avril 1976, le Dr Narasimhaiah, un médecin rationaliste, vice-président de la Bangalore University, créa un comité d'« étude scientifique des miracles et autres superstitions ». Il écrivit trois lettres à Sai Baba afin de lui proposer un défi que ce dernier ignora, déclarant plus tard que l'approche de ce médecin n'était pas appropriée, puis élabora ainsi son refus : « la science ne devrait limiter ses investigations qu'aux domaines en rapport avec les sens humains alors que le spiritualisme transcende les sens. Si vous souhaitez comprendre la nature du pouvoir spirituel, vous ne pouvez le faire que par le chemin de la spiritualité, non par celui de la science. Ce que la science a été capable de révéler n'est qu'une petite portion du phénomène cosmique ».
Un responsable occidental du mouvement de Sai Baba, Michael Goldstein, déclare dans un reportage de la BBC que les miracles sont là pour attirer l'attention, faire venir les gens, et montrer ensuite que Sai Baba a plus à offrir que ces apparitions d'objets.
À la même époque, le Dr Abraham Kovoor, qui soupçonnait Sai Baba d'être un charlatan illusionniste, lui demanda à son tour d'accomplir ses miracles sous la surveillance de rationalistes. Sai Baba refusa et, selon certaines sources, perdit en cette occasion un nombre important d'adeptes.
De nombreux films ont été réalisés à son insu, au moment de l'accomplissement de ses miracles, et tentent de démontrer les tours de prestidigitation qui seraient à l'œuvre,.

### Les accusations d'abus sexuels
Les premières accusations furent portées par Tal Brooke, un proche disciple de Sai Baba, dans son livre d'abord intitulé « Lord Of The Air : Tales of a Modern Antichrist » en 1976 puis « Avatar of Night » en 1982 et devenu un best-seller. Dans ce livre, au contenu controversé, il affirme entre autres que Sai Baba serait un hermaphrodite, en plus d'avoir abusé sexuellement certains disciples.
En 2004, la BBC produit un documentaire jugé plus sérieux intitulé « The Secret Swami » dans sa série « The World Uncovered ». Il aborde principalement les allégations d'abus sexuels de Sai Baba sur la personne d'Alaya Rahm (un Américain dont les parents étaient des disciples de Sai Baba), de Mark Roche et d'autres adeptes
, ainsi que la campagne d'un groupe de rationalistes indiens visant à démontrer que les miracles de Sai Baba ne sont que des tours de prestidigitateur. La BBC présentait son documentaire avec cette introduction : « Le plus populaire des « hommes dieu » de l'Inde, Sai Baba a toujours été le Dieu Téflon, l'intouchable, l'homme charismatique vénéré par des Premiers ministres, des présidents et des paysans. Son pouvoir sur les puissants comme sur les parias nous amène au cœur de la société indienne et soulève de sérieuses questions sur la santé sociale de l'économie émergente dont la croissance est la plus rapide dans le monde. Isaac Tigrett, fondateur des Hard Rock Cafe, y déclare qu'il croit que les allégations d'abus sont authentiques mais que « cela ne change rien à son expérience avec Sai Baba ».
D'autres ouvrages, en Suède (de Conny Larsson) et reportages au Danemark (« Seduced By Sai Baba ») relayaient les mêmes accusations. Selon le journaliste Sandhya Jain, Alaya Rahm déposa une plainte contre la « Sathya Sai Baba Society » auprès de la cour suprême de Californie en janvier 2005 mais la retira en avril 2006,.
Il n'y a eu, à ce jour, en Inde, aucun procès contre Sai Baba à partir de ces allégations, malgré leur retentissement international. Un ancien Premier Ministre indien, Atal Bihari Vajpayee, le Juge de la cour suprême et autres personnalités politiques de l'époque ont écrit une lettre prenant la défense de Sai Baba. Une réaction fortement critiquée par les rationalistes et les plaignants, alors qu'aucune enquête n'aurait, selon eux, été conduite.
Cependant, l'UNESCO, qui avait auparavant accordé son patronage aux activités caritatives de Sai Baba, l'a retiré et annulé sa participation à une conférence conjointe avec l'Institute of Sathya Sai Education (ISSE, Thaïlande) à Puttaparthi en Inde prévue en 2000,.
Les Nations unies ont, depuis, accordé au Sathya Sai Central Trust le 'Statut Consultatif Spécial'. Ce statut permet au Trust de s'engager activement avec l'ECOSOC et ses branches subsidiaires, ainsi qu'avec le secrétariat des Nations unies et reconnaît la qualité humanitaire remarquable des travaux menés par le Trust.

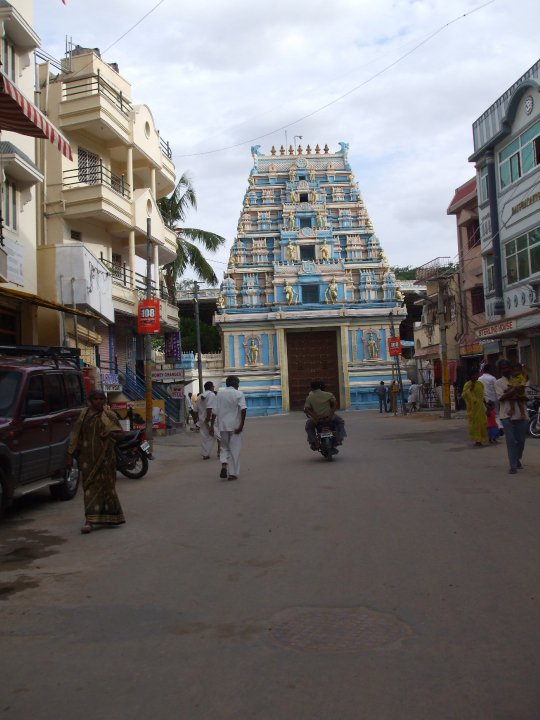
L'entrée de l'ashram de Sai Baba, Prashanti Nilayam où se tiennent la plupart des assemblées avec les fidèles

Des représentants de l'organisation de Sai Baba ont nié la possibilité pour ce dernier d'avoir un quelconque contact physique avec ses disciples puisque personne ne rencontrerait le maître seul et qu'il y a toujours « quelqu'un présent dans la salle avec lui ». Un argument qui a été contredit par d'anciens disciples qui ont créé un site pour rassembler leurs griefs et accusations.

### Tentative d'assassinat
En juin 1993, quatre jeunes hommes se seraient approchés de Sai Baba, auraient poignardé deux de ses assistants, avant d'être abattus dans un acte de légitime défense par des agents de police alors qu'ils s'étaient réfugiés dans une chambre, selon la version officielle. Cette version des faits est contestée par certaines personnalités (telles que V.P.B Nair, ancien Ministre en Andhra Pradesh) évoquant une exécution avec la complicité de la police,.

### Âge au moment de sa mort
À l'occasion de sa mort, une polémique s'est développée en Occident. En effet, Sai Baba avait prédit sa mort à l'âge de 96 ans. Or, il est mort à l'âge de 84 ans. Parce que Sai Baba était réputé être omniscient, la question est devenue une source de débat. Quelques adeptes indiens ont trouvé une explication par le fait que Sai Baba aurait utilisé comme référence non pas le calendrier romain mais le zodiaque lunaire-stellaire de l'astrologie indienne dans lequel il y a 27 étoiles dans un mois, commençant par Aswathy et se terminant avec Revathy. Il y aurait donc 324 jours par an dans ce calendrier. Baba étant né le 23 novembre 1926, il a donc vécu 30 834 jours jusqu'au 24 avril 2011. En divisant par 324, on obtient 95 ans et quelques jours.

## Référence dans la culture populaire
Dans l'épisode de X-Files "Les Calusari" (saison 2, épisode 21), Sai Baba est explicitement nommé et cité en tant que tel, ainsi que les "cendres sacrées" (Vibuthi) associées à celui-ci.

#### Ouvrages académiques au sujet de Sai Baba
- (en) Arora, Kamla, A Philosophical Study of Sri Sathya Sai Baba in the Context of Religico-Philosophical Milieu, PhD Thesis, University of Delhi, 1990
- (en) Babb, Lawrence A.: 1983: Sathya Sai Baba’s Magic, Anthropological Quarterly, 56, 116-123
- (en) Bassuk, Daniel E. 1987a: Incarnation in Hinduism and Christianity. The Myth of the God-Man, Basingstoke, Macmillan Press, 1987
- (en) Beyerstein, Dale, 1992: Sai Baba’s Miracles. An Overview, Vancouver, privately published (c125 pages).
- (en) Bowen, David, The Sathya Sai Baba Community in Bradford: Its Origins and Development, Religious Beliefs and Practices, Department of Theology and Religious Studies, University of Leeds, 1988. pp. 412.
- (en) Brent, Peter, Godmen of India, London, Allen Lane [Penguin hardback], 1972
- (en) Ellison, Jerome, Seven Days with an Avatar. Sri Sathya Sai Baba, Journal of Religion and Psychical Research, 1981, p. 51.
- (en) Eysenck, H. J., Review of Erlendur Haraldsson’s Miracles are My Visiting Cards, in Personality and Individual Differences, 9 (3), 1988, p. 696
- (en) Haraldsson, Erlendur, and Osis, Karlis, The Appearance and Disappearance of Objects in the Presence of Sri Sathya Sai Baba, Journal of the American Society for Psychical Research, 71(1977), 33-43.
- (en) Harper, Marvin Henry, Gurus, Swamis, and Avataras. Spiritual Masters and Their American Disciples, Philadelphia, Westminster Press, 1972
- (en) Hummel, Reinhart 1985a: Guru, Miracle Worker, Religious Founder: Sathya Sai Baba, New Religious Movements, 9, No. 3, September 1985, pp. 8–19
- (en) Kent, Alexandra: 2000a: Ambiguity and the Modern Order:the Sathya Sai Baba Movement in Malaysia, PhD Thesis, University of Gothenburg, Sweden, 2000.
- (en) Palmer, Norris W., Baba’s World: A Global Guru and His Movement, in Gurus in America, ed. Thomas A. Forsthoefel and Cynthia Ann Humes, Albany, SUNY Press, 2005, 97-122.
- (en) Swallow, D[eborah]. A., Ashes and Powers: Myth, Rite, and Miracle in an Indian Godman's Cult, Modern Asian Studies, 16 (1982), pp. 123–158.
- (en) Urban, Hugh B., Avatar for Our Age: Sathya Sai Baba and the Cultural Contradictions of Late Capitalism, Religion, 33 (73-93), 2003.
- (en) White, Charles S.J. 1972: The Sai Baba Movement: Approaches to the Study of Indian Saints, Journal of Asian Studies, XXXI, No. 4 (August 1972), 863-878. [Reprinted in Ruhela and Robinson (eds.), Sai Baba and His Message, 1976, pp. 40–66

### Filmographie
- (fr) Son royaume est de ce monde : film documentaire de 52 minutes tourné en janvier 1985 à l'ashram de Puttaparthi. Réalisateur : Claude Vernick, images Michel Naud.